# Abbazia di San Bartolomeo a Sestinga
L'abbazia di San Bartolomeo a Sestinga è un'abbazia in rovina nel comune di Castiglione della Pescaia, a circa un chilometro a nord della frazione di Vetulonia, in provincia di Grosseto.

## Descrizione
Sorge sul poggio di Badia Vecchia, inglobata in un complesso rurale.

## Storia
Nell'XI secolo era stato fondato qui il primo monastero, poi spostato alla fine del XII secolo nella località "Il Convento", dove si trovano i ruderi di un'imponente costruzione a pianta rettangolare con una torre angolare.
Divenne un insediamento di grande importanza e mantenne intatto il suo potere fino alla metà del Duecento quando, nell'ambito della generale decadenza dell'ordine benedettino, passò agli eremitani agostiniani e iniziò una fase di progressiva decadenza.
All'inizio del Settecento il convento era completamente distrutto mentre la chiesa ancora officiata necessitava di restauri; in seguito alla soppressione leopoldina tutto il complesso cadde in rovina.